# Igor Cvitanović
Igor Cvitanović (Osijek, 1 de novembre de 1970) és un futbolista croata retirat. Jugava de davanter i és el màxim golejador històric de la primera divisió de la lliga de Croàcia, amb 126 gols.

## Trajectòria
Va iniciar la seva carrera professional en el Dinamo de Zagreb. El 1989 va debutar amb el primer equip, en aquells dies en la primera divisió de la lliga iugoslava, jugant deu partits en els quals va marcar cinc gols. Va ser cedit al Varteks Encallaždin durant la primera edició de la recén creada lliga croata, la primavera de 1992. En el Varteks va jugar 21 partits de lliga en els quals va marcar nou gols i al terme de la temporada va tornar al Dinamo. Pocs mesos després, a l'octubre, debutaria amb la selecció de Croàcia.
Entre 1992 i 1997 Cvitanović va romandre en el Dinamo Zagreb. En aquest període, va conquerir quatre lligues, tres copes i dues supercopes. Cvitanović va tenir un paper fonamental en aquests títols, sent el màxim golejador de la lliga en dues temporades consecutives: amb 19 gols en la campanya 1995/96 i 20 en la 1996/97. La temporada 1993/94, a pesar d'obtenir un registre golejador molt superior (27 gols en 34 partits) va ser superat en la taula de golejadors pel seu company d'equip, Goran Vlaović, qui va sumar 29 dianes.
Després d'un fitxatge frustrat pel Middlesbrough (Cvitanović no va poder obtenir el permís de treball per a jugar en la Premier League), finalment va abandonar Zagreb en el mercat d'hivern de la temporada 1997/98 per a incorporar-se a la Reial Societat. El seu pas la lliga espanyola va ser discret: en la temporada i mitja que va romandre en el club de Sant Sebastià va jugar 29 partits, en els quals només va marcar tres gols.
L'estiu de 1999 va tornar al Dinamo de Zagreb, on va romandre fins a 2002. Després, va jugar un any en la lliga japonesa amb el Shimizu S-Pulse i va tornar a Croàcia per a jugar la seva última temporada com professional, la 2003/04, en les files del club de la seva ciutat natal, l'NK Osijek.

## Internacional
Ha estat internacional amb la selecció de futbol de Croàcia en 27 partits, en els quals va marcar 4 gols. Va debutar amb Croàcia el 22 d'octubre de 1992, en un partit contra Mèxic disputat a Zagreb.
Va ser part del combinat croata que va participar en la fase final de l'Eurocopa de 1996 (encara que no va jugar cap partit). A pesar d'aliniar-se regularment en els partits de classificació per a la Copa Mundial de 1998, finalment no va acudir a la cita mundialista, disputada a França, per discrepàncies amb seleccionador croata, Miroslav Blažević.
Des de llavors, només jugaria sis partits més amb Croàcia, tots ells amistosos, vestint per última vegada la samarreta de la seva selecció el 19 de juny de 1999 en un partit amb la República de Corea.